# Reinhard Theimer
Reinhard Theimer (* 28. Februar 1948 in Berlin; † 3. September 2020 in Hohen Neuendorf, Brandenburg) war ein deutscher Leichtathlet und Olympiateilnehmer, der – für die DDR startend – in den 1960er- und 1970er-Jahren im Hammerwurf erfolgreich war. Seine bedeutendsten Erfolge waren drei Medaillenränge bei Europameisterschaften (1969: Bronze; 1971: Silber; 1974: Bronze).
Außerdem stellte er am 4. Juli 1974 bei den DDR-Meisterschaften in Erfurt mit 76,60 m einen neuen Weltrekord auf, der gut zwei Monate später von Alexei Spiridonow verbessert wurde. Theimer wurde 5-mal DDR-Meister (1968, 1969, 1970, 1973, 1974) sowie 3-mal Vizemeister (1967, 1971, 1972).

## Einsätze bei internationalen Höhepunkten im Einzelnen
- 1966, Europäische Juniorenspiele: Platz 2 (60,10 m)
- 1968, Olympische Spiele: Platz 7 (68,82 – ungültig – 66,16 – 68,84 m – 67,86 – 63,54)
- 1969, Europameisterschaften: Platz 3 (69,20 – 72,02 m – ungültig – 71,40 – 70,90 – 66,46)
- 1971, Europameisterschaften: Platz 2 (70,14 – 71,80 m – ungültig – 70,36 – ungültig – ungültig)
- 1972, Olympische Spiele: Platz 13 (ungültig – 69,16 – ungültig)
- 1974, Europameisterschaften: Platz 3 (70,18 – 70,36 – ungültig – 71,62 m – 71,42 – ungültig)

Reinhard Theimer startete für den TSC Berlin. Er war in seiner Wettkampfzeit 1,84 m groß und wog 105 kg.